# Intercontinental Cup hockey 1989
Het vierde hockeytoernooi om de Intercontinental Cup had plaats van woensdag 5 juli tot en met zondag 16 juli 1989 in Madison, Verenigde Staten. De beste vijf landen plaatsten zich voor het WK hockey 1990 in Lahore, Pakistan. 

## Poule-indeling
GROEP A:
- Canada, Ierland, Maleisië, Nederland, Verenigde Staten en Zimbabwe

GROEP B:
- Chili, Egypte, Frankrijk, India, Nieuw-Zeeland en Polen

## Eindklassering
1. Nederland*
2. Canada*
3. India*
4. Frankrijk*
5. Ierland*
6. Maleisië
7. Polen
8. Nieuw-Zeeland
9. Egypte
10. Chili
11. Verenigde Staten
12. Zimbabwe

* = Geplaatst voor WK hockey 1990 in Lahore, Pakistan